# Porte-insigne
Le porte-insigne est le servant de messe qui présente a pour mission de veiller à ce que l'évêque ait ses insignes (la mitre et la crosse) à disposition.
Sa place est habituellement à côté de l'évêque.
Il existe deux types de porte-insigne : le porte-mitre et le porte-crosse.

## Moments durant lesquels agit le porte-insigne
Lors de la procession d'entrée, l'évêque porte la mitre et la crosse.
Lorsqu'il s'assied, le porte-crosse prend son insigne et le garde, le volute tourné vers l'extérieur.
Lorsque l'évêque se lève, le porte-crosse lui donne son insigne.

## Particularités des messes à plusieurs évêques
Lorsqu'il y a plusieurs évêques ou cardinaux, seul le célébrant porte sa crosse. Tous portent une mitre, mais les concélébrants n'ont pas de porte-mitre.